# Margoluwih
Margoluwih is een bestuurslaag in het regentschap Sleman van de provincie Jogjakarta, Indonesië. Margoluwih telt 9309 inwoners (volkstelling 2010).